# Pretzel Logic
Pretzel Logic är bandet Steely Dans tredje studioalbum, utgivet i mars 1974. Den inledande låten "Rikki Don't Lose That Number" blev en av gruppens största hitar, med en fjärdeplats på singellistan i USA. Albumet blev åtta på albumlistan. 
Efter att gruppens föregående och mer experimentella album Countdown to Ecstasy misslyckats med att bli lika populärt som gruppens debutalbum Can't Buy a Thrill hade Steely Dan som ambition med detta album att kombinera sina musikaliska visioner med popmusikens treminutersformat. Detta lyckades då skivan fick strålande recensioner och även blev populärt hos skivköparna. Skivan utnämndes bland annat till det andra bästa i årets Pazz & Jop-lista efter Joni Mitchells Court and Spark. Det finns medtaget i boken 1001 album du måste höra innan du dör. Likaså är det medtaget på magasinet Rolling Stones lista The 500 Greatest Albums of All Time.

## Låtlista
Alla låtar skrivna av Walter Becker och Donald Fagen där inget annat anges.
1. "Rikki Don't Lose That Number" – 4:30
2. "Night By Night" – 3:36
3. "Any Major Dude Will Tell You" – 3:05
4. "Barrytown" – 3:17
5. "East St. Louis Toodle-Oo" (Duke Ellington, Bubber Miley) – 2:45
6. "Parker's Band" – 2:36
7. "Through With Buzz" – 1:30
8. "Pretzel Logic" – 4:28
9. "With A Gun" – 2:15
10. "Charlie Freak" – 2:41
11. "Monkey In Your Soul" – 2:31

## Musiker
- Donald Fagen - piano, synth, sång
- Walter Becker - bas, gitarr, sång
- Michael Omartian - keyboard
- David Paich - keyboard
- Timothy B. Schmit - bas, sång
- Wilton Felder - bas
- Chuck Rainey - bas
- Denny Dias - gitarr
- Jeff Baxter - gitarr
- Ben Benay - gitarr
- Dean Parks - gitarr
- Plas Johnson - saxofon
- Jerome Richardson - saxofon
- Ernie Watts - saxofon
- Lew McCreary - horn
- Ollie Mitchell - trumpet
- Jim Hodder - trummor
- Jim Gordon - trummor
- Jeff Porcaro - trummor

- Producent: Gary Katz
- Ljudtekniker: Roger Nichols

## Listplaceringar
- Billboard 200, USA: #8[6]
- UK Albums Chart, Storbritannien: #37[7]